# Le Mayet-de-Montagne
Pour les articles homonymes, voir Mayet.
Le Mayet-de-Montagne est une commune française rurale, située dans le département de l'Allier, en région Auvergne-Rhône-Alpes.
Principale commune de la Montagne bourbonnaise, au sud-est du département, la commune est peuplée de 1 388 habitants au recensement de 2022, appelés les Mayétois et les Mayétoises.

## Géographie

### Localisation
La commune du Mayet-de-Montagne est située au sud-est du département de l'Allier, à 25 km au sud-est de Vichy, dans la partie nord du Massif central. Le bourg est situé à 550 m d'altitude dans la Montagne bourbonnaise.
La partie sud de la commune est occupée par l'extrémité septentrionale du massif forestier d'altitude des Bois Bizin.
| - OpenStreetMap Limite communale |

### Communes limitrophes
Le territoire communal du Mayet-de-Montagne est limitrophe de six autres communes :
Les communes limitrophes sont Arronnes, La Chapelle, Châtel-Montagne, Ferrières-sur-Sichon, Nizerolles et Saint-Clément.
|             | Nizerolles           | Châtel-Montagne |
| La Chapelle | Mayet-de-Montagne    |                 |
| Arronnes    | Ferrières-sur-Sichon | Saint-Clément   |

### Hydrographie
La commune est traversée par la Besbre (dont un affluent : le ruisseau de l'Almanza) et le Jolan.

### Climat
Pour des articles plus généraux, voir Climat d'Auvergne-Rhône-Alpes et Climat de l'Allier.
En 2010, le climat de la commune est de type climat des marges montargnardes, selon une étude du CNRS s'appuyant sur une série de données couvrant la période 1971-2000. En 2020, Météo-France publie une typologie des climats de la France métropolitaine dans laquelle la commune est exposée à un climat de montagne ou de marges de montagne et est dans une zone de transition entre les régions climatiques « Centre et contreforts nord du Massif Central » et « Nord-est du Massif Central ».
Pour la période 1971-2000, la température annuelle moyenne est de 10,3 °C, avec une amplitude thermique annuelle de 16,1 °C. Le cumul annuel moyen de précipitations est de 1 012 mm, avec 11,3 jours de précipitations en janvier et 8,1 jours en juillet. Pour la période 1991-2020, la température moyenne annuelle observée sur la station météorologique installée sur la commune est de 10,9 °C et le cumul annuel moyen de précipitations est de 979,2 mm,. Pour l'avenir, les paramètres climatiques de la commune estimés pour 2050 selon différents scénarios d'émission de gaz à effet de serre sont consultables sur un site dédié publié par Météo-France en novembre 2022.
| Mois                                  | jan.             | fév.            | mars           | avril         | mai         | juin          | jui.          | août          | sep.          | oct.            | nov.           | déc.            | année      |
| ------------------------------------- | ---------------- | --------------- | -------------- | ------------- | ----------- | ------------- | ------------- | ------------- | ------------- | --------------- | -------------- | --------------- | ---------- |
| Température minimale moyenne (°C)     | 0,2              | −0,2            | 2,2            | 4,4           | 8           | 11,5          | 13,3          | 13,3          | 9,9           | 7,5             | 3,4            | 1               | 6,2        |
| Température moyenne (°C)              | 3,4              | 3,7             | 6,9            | 9,6           | 13,4        | 17,1          | 19,2          | 19,2          | 15,2          | 11,8            | 7              | 4,2             | 10,9       |
| Température maximale moyenne (°C)     | 6,7              | 7,6             | 11,7           | 14,9          | 18,8        | 22,7          | 25,1          | 25,1          | 20,6          | 16,1            | 10,5           | 7,4             | 15,6       |
| Record de froid (°C) date du record   | −21,9 16.01.1985 | −17,6 05.02.12  | −17,7 01.03.05 | −6,3 08.04.03 | −1 07.05.19 | 1 02.06.1975  | 4,8 15.07.16  | 4 31.08.1986  | −1,4 27.09.10 | −6,8 29.10.1997 | −10 22.11.1998 | −14,6 26.12.10  | −21,9 1985 |
| Record de chaleur (°C) date du record | 20,5 25.01.16    | 22,9 24.02.1990 | 24,9 31.03.21  | 28 21.04.18   | 32 28.05.17 | 40,6 27.06.19 | 39 31.07.1983 | 38,9 11.08.03 | 34 16.09.1987 | 28,6 07.10.09   | 25,2 08.11.15  | 22,5 03.12.1985 | 40,6 2019  |
| Précipitations (mm)                   | 67,8             | 59,8            | 59,4           | 82,1          | 101,4       | 90,7          | 89,6          | 88,6          | 81,6          | 90,6            | 94,2           | 73,4            | 979,2      |

## Urbanisme

### Typologie
Au 1er janvier 2024, Le Mayet-de-Montagne est catégorisée bourg rural, selon la nouvelle grille communale de densité à 7 niveaux définie par l'Insee en 2022.
Elle est située hors unité urbaine et hors attraction des villes,.

### Occupation des sols

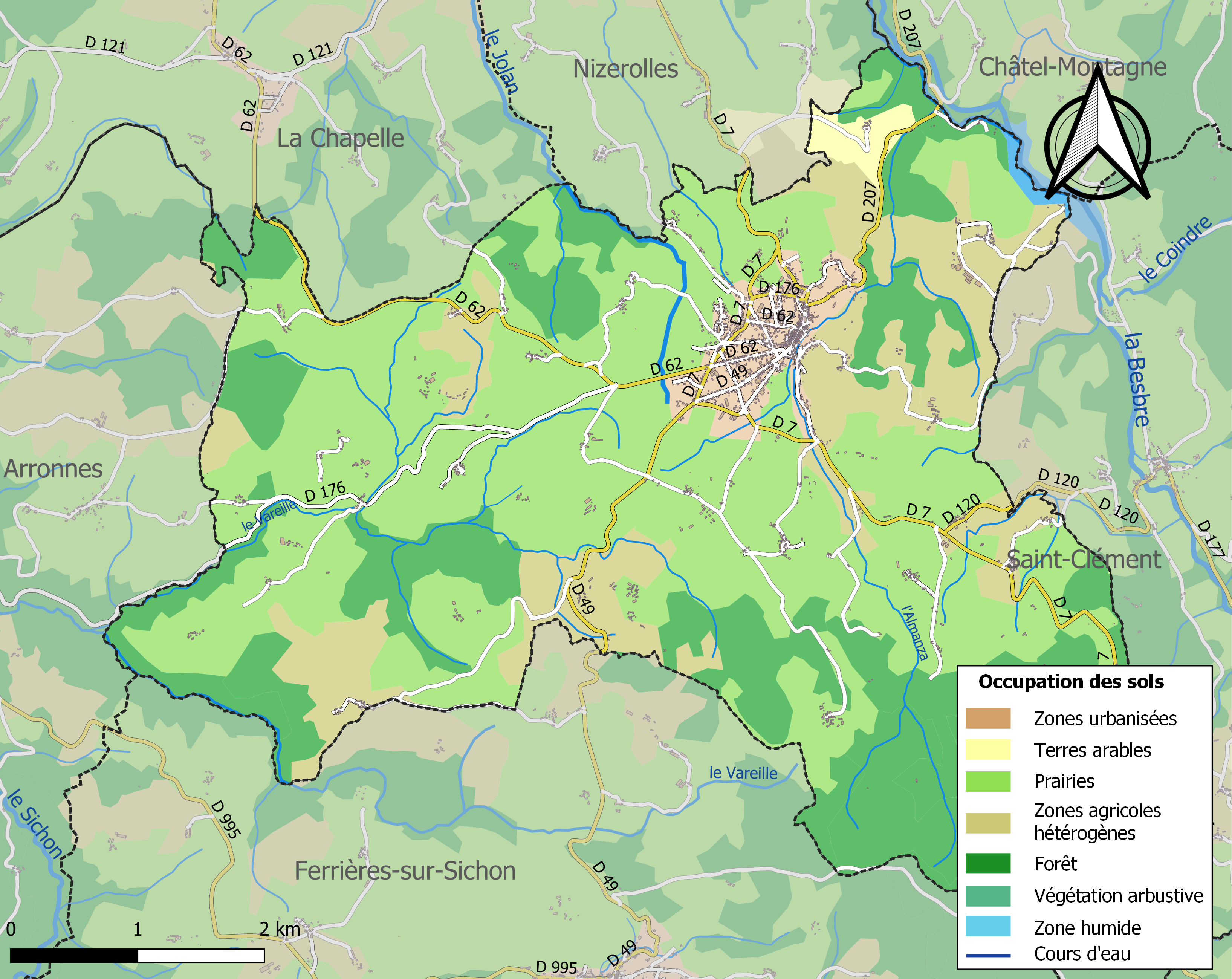
Carte des infrastructures et de l'occupation des sols de la commune en 2018 (CLC).

L'occupation des sols de la commune, telle qu'elle ressort de la base de données européenne d’occupation biophysique des sols Corine Land Cover (CLC), est marquée par l'importance des territoires agricoles (67,2 % en 2018), une proportion sensiblement équivalente à celle de 1990 (68 %). La répartition détaillée en 2018 est la suivante : prairies (50,4 %), forêts (28,8 %), zones agricoles hétérogènes (15,7 %), zones urbanisées (3,7 %), terres arables (1 %), eaux continentales (0,3 %).
L'IGN met par ailleurs à disposition un outil en ligne permettant de comparer l’évolution dans le temps de l’occupation des sols de la commune (ou de territoires à des échelles différentes). Plusieurs époques sont accessibles sous forme de cartes ou photos aériennes : la carte de Cassini (XVIIIe siècle), la carte d'état-major (1820-1866) et la période actuelle (1950 à aujourd'hui).

### Lieux-dits, hameaux et écarts
Lieux-dits : les Arbauds, Batet, Bertucat, Cluzel, la Couarle, Courtine, Dauge, Drigeard, les Effayes, Fumouse, le Mallot, Martinière, Mauvesin, Puissardier, Sennepin.

### Planification de l'aménagement
L'ancienne communauté de communes de la Montagne bourbonnaise, dont Le Mayet-de-Montagne était membre, avait prescrit l'élaboration d'un plan local d'urbanisme intercommunal (PLUi) en 2014. À la suite de la fusion de la communauté de communes avec la communauté d'agglomération de Vichy Val d'Allier le 1er janvier 2017, c'est Vichy Communauté qui poursuit les procédures de l'élaboration de ce document, approuvé en conseil communautaire le 31 mars 2022 et exécutoire depuis le 13 mai 2022.

### Voies de communication et transports

#### Voies routières

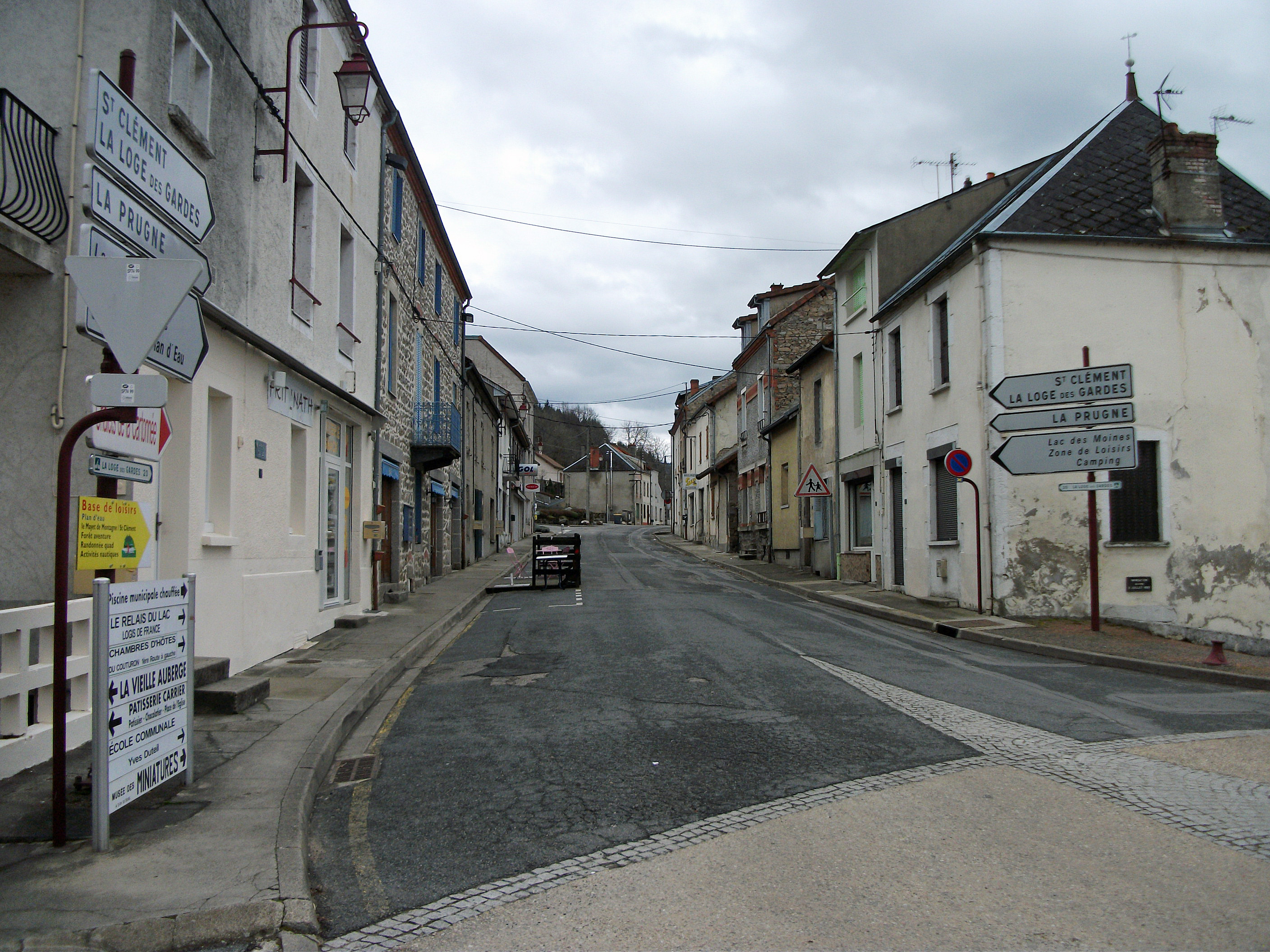
L'ancienne route départementale 7 en direction de Saint-Clément et La Loge des Gardes.

La commune du Mayet-de-Montagne est située au carrefour de deux départementales : la RD 7, du nord au sud, reliant Lapalisse au nord et Laprugne au sud, en contournant le centre-ville, ainsi que la RD 62 en direction de Molles, Cusset (23 km) et Vichy (26 km). D'autres départementales desservent le village ou un lieu-dit :
- la RD 49 (vers Ferrières-sur-Sichon) ;
- la RD 120 (vers Saint-Clément et La Loge des Gardes) ;
- la RD 176 (vers Arronnes) ;
- la RD 207 (vers Châtel-Montagne).

Elle est également desservie par la ligne F du réseau Trans'Allier, la reliant jusqu'à Cusset et Vichy (points d'arrêt : Collège Jules Verne, Rue Chabrol, Office de Tourisme, Le Cluzel). À certaines heures, et en période scolaire, certains autocars desservent les établissements scolaires de Cusset (Cours Arloing, Lycée Valery-Larbaud et Albert-Londres) tandis que d'autres assurent des correspondances avec un train pour Paris en gare de Vichy. Un ramassage scolaire est assuré vers Châtel-Montagne, Ferrières-sur-Sichon, Nizerolles, Laprugne, Lavoine, Saint-Clément, La Chabanne, Molles, Vichy.[Passage à actualiser]

#### Anciennes lignes de chemin de fer
Dans la première moitié du XXe siècle, la commune possédait une gare où passaient deux lignes à voie métrique du réseau ferré secondaire de l'Allier (les « tacots ») :
- de 1906 à 1939, la ligne de Lapalisse au Mayet, créée et exploitée par la Société générale des chemins de fer économiques (la SE)[9].
- de 1910 à 1949, la ligne de Cusset (puis Vichy) à Lavoine, qui sera ensuite par le col de Beau-Louis connectée au réseau secondaire de la Loire, créée et exploitée par la Société des Chemins de fer du Centre (la CFC)[9].

La gare du Mayet-de-Montagne est ainsi connectée à Vichy et Roanne, devenant un important lieu de fret vers ses deux villes, surtout pour le bétail les jours de marché.

## Toponymie
Le Mayet viendrait de Mansio « maison de poste ou domaine gallo-romain ».

## Histoire
En 1334, le Mayet-de-Montagne était une terre d'Auvergne. Les comtes d'Auvergne, conscients de la valeur de cette situation stratégique face aux ducs de Bourbon, conservèrent cette terre jusqu'en 1589. C'est à cette date qu'Henri IV décida de corriger les limites du Bourbonnais en y rattachant le Mayet.
En 1790, le Mayet devient chef-lieu de canton à la faveur de sa situation de carrefour et de lieu de villégiature traditionnel. Ce canton est supprimé en mars 2015 à la suite du redécoupage cantonal de 2014.
Le Mayet, station verte de vacances, petite ville d'Auvergne, est le centre actif de toute la Montagne bourbonnaise. Le développement touristique s'appuie sur une complémentarité des sites et des activités dans un milieu naturel de qualité.
Dans les années 1940, le régime de Vichy y fonde l'École nationale des cadres civiques, dont Jean-François Gravier fut le directeur. Chaque mois trente à quarante élèves y suivaient deux à trois semaines de cours ; dans un premier temps l'enseignement vise à former des délégués à la propagande.

## Politique et administration

### Découpage territorial
La commune du Mayet-de-Montagne est membre de la communauté d'agglomération Vichy Communauté, un établissement public de coopération intercommunale (EPCI) à fiscalité propre créé le 1er janvier 2017 dont le siège est à Vichy. Ce dernier est par ailleurs membre d'autres groupements intercommunaux.
Sur le plan administratif, elle est rattachée à l'arrondissement de Vichy, au département de l'Allier, en tant que circonscription administrative de l'État, et à la région Auvergne-Rhône-Alpes.
Sur le plan électoral, elle dépend du canton de Lapalisse pour l'élection des conseillers départementaux, depuis le redécoupage cantonal de 2014 entré en vigueur en 2015, et de la troisième circonscription de l'Allier pour les élections législatives, depuis le dernier découpage électoral de 2010 (quatrième circonscription avant 2010).

### Élections municipales et communautaires

#### Élections de 2020
Le conseil municipal du Mayet-de-Montagne, commune de plus de 1 000 habitants, est élu au scrutin proportionnel de liste à deux tours (sans aucune modification possible de la liste), pour un mandat de six ans renouvelable. Compte tenu de la population communale, le nombre de sièges à pourvoir lors des élections municipales de 2020 est de 15. Les quinze conseillers municipaux sont élus au premier tour, le 15 mars 2020, avec un taux de participation de 62,24 %, se répartissant en : treize sièges pour la liste de Jean-Pierre Raymond et deux sièges pour la liste de Denis Gautherot.
Un siège (de la liste de Jean-Pierre Raymond) est attribué à la commune au sein du conseil communautaire de la communauté d'agglomération Vichy Communauté.

#### Liste des maires
| Période                                  | Période     | Identité                   | Étiquette | Qualité                                         |
| ---------------------------------------- | ----------- | -------------------------- | --------- | ----------------------------------------------- |
| Les données manquantes sont à compléter. |             |                            |           |                                                 |
| 1789                                     | 1792        | Comte de Jan               |           |                                                 |
| 1792                                     | 1813        | Jean Nicolas Ruet          |           | Notaire public                                  |
| 1813                                     | 1815        | Antoine Drijard Desgarnier |           |                                                 |
| 1815                                     | 1831        | Jean-Baptiste Turlin       |           |                                                 |
| 1831                                     | 1843        | Louis Labry                |           |                                                 |
| 1843                                     | 1852        | Félix Brunet Delatour      |           | Conseiller général                              |
| 1852                                     | 1868        | Charles Delacour           |           | Ancien officier d'infanterie Conseiller général |
| 1868                                     | 1871        | Claude Pierre Despalle     |           |                                                 |
| 1871                                     | 1874        | Claude Chabrol             |           |                                                 |
| 1874                                     | 1876        | Amble Chabrol              |           |                                                 |
| 1876                                     | 1887        | Claude Chabrol             |           |                                                 |
| 1887                                     | 1919        | Léon Michel Chabrol        |           |                                                 |
| 1919                                     | 1937        | Achille Labrou             |           | Médecin. Conseiller général                     |
| 1937                                     | 1941        | François Terrenoire        |           |                                                 |
| 1941                                     | 1944        | Jacques Chabrol            |           | Médecin. Conseiller général                     |
| 1944                                     | 1947        | François Terrenoire        |           |                                                 |
| 1947                                     | 1951        | Jacques Chabrol            |           |                                                 |
| 1951                                     | 1953        | Jacques Duverger           |           |                                                 |
| 1953                                     | 1962        | Joseph Monat               |           | Ingénieur en chef à la SNCF Conseiller général  |
| 1962                                     | 1989        | Fernand Fayet              |           | Conseiller général                              |
| 1989                                     | mars 2001   | Charles Chabrol            |           |                                                 |
| mars 2001                                | mars 2014   | Jean-Claude Mercier        |           |                                                 |
| mars 2014                                | 24 mai 2020 | Gilles Durantet            | DVD       | Artisan                                         |
| 24 mai 2020                              | En cours    | Jean-Pierre Raymond        |           |                                                 |

### Jumelage
- Vogt (Allemagne) depuis 1992

## Équipements et services publics

### Enseignement
Le Mayet-de-Montagne dépend de l'académie de Clermont-Ferrand. Elle gère l'école élémentaire publique Yves-Duteil, où 107 élèves (répartis entre cinq classes de maternelle et trois d'élémentaire) sont scolarisés pour la rentrée 2024.
Les élèves poursuivent leur scolarité au collège Alice-Arteil (anciennement collège Jules-Verne), géré par le conseil départemental de l'Allier (cet établissement possède un internat), puis au lycée Albert-Londres de Cusset.
Le lycée d'enseignement agricole et forestier Claude-Mercier est également implanté sur la commune. Il forme les élèves de 4e et 3e enseignement agricole et aux baccalauréats professionnels : technicien conseil vente en alimentation, forêt, ou au brevet de technicien supérieur agricole technico-commercial.

## Population et société

### Démographie
Les habitants de la commune sont appelés les Mayetois et les Mayetoises ou les Mayétois et les Mayétoises.

#### Évolution démographique
L'évolution du nombre d'habitants est connue à travers les recensements de la population effectués dans la commune depuis 1793. Pour les communes de moins de 10 000 habitants, une enquête de recensement portant sur toute la population est réalisée tous les cinq ans, les populations de référence des années intermédiaires étant quant à elles estimées par interpolation ou extrapolation. Pour la commune, le premier recensement exhaustif entrant dans le cadre du nouveau dispositif a été réalisé en 2004.

En 2022, la commune comptait 1 388 habitants, en évolution de +0,29 % par rapport à 2016 (Allier : −1,38 %, France hors Mayotte : +2,11 %).
| 1793  | 1800  | 1806  | 1821  | 1831  | 1836  | 1841  | 1846  | 1851  |
| ----- | ----- | ----- | ----- | ----- | ----- | ----- | ----- | ----- |
| 1 583 | 1 528 | 1 533 | 1 581 | 1 811 | 1 828 | 1 919 | 2 031 | 1 930 |

| 1856  | 1861  | 1866  | 1872  | 1876  | 1881  | 1886  | 1891  | 1896  |
| ----- | ----- | ----- | ----- | ----- | ----- | ----- | ----- | ----- |
| 1 837 | 1 913 | 1 908 | 1 957 | 2 033 | 2 214 | 2 213 | 2 178 | 2 171 |

| 1901  | 1906  | 1911  | 1921  | 1926  | 1931  | 1936  | 1946  | 1954  |
| ----- | ----- | ----- | ----- | ----- | ----- | ----- | ----- | ----- |
| 2 171 | 2 179 | 2 211 | 2 122 | 2 081 | 2 320 | 2 170 | 2 220 | 2 072 |

| 1962  | 1968  | 1975  | 1982  | 1990  | 1999  | 2004  | 2006  | 2009  |
| ----- | ----- | ----- | ----- | ----- | ----- | ----- | ----- | ----- |
| 1 811 | 1 694 | 1 761 | 1 664 | 1 609 | 1 598 | 1 478 | 1 477 | 1 555 |

| 2014  | 2019  | 2022  | - | - | - | - | - | - |
| ----- | ----- | ----- | - | - | - | - | - | - |
| 1 395 | 1 384 | 1 388 | - | - | - | - | - | - |

#### Pyramide des âges
En 2021, le taux de personnes d'un âge inférieur à 30 ans s'élève à 24,7 %, soit en dessous de la moyenne départementale (29,0 %). À l'inverse, le taux de personnes d'âge supérieur à 60 ans est de 41,9 % la même année, alors qu'il est de 35,6 % au niveau départemental.
En 2021, la commune comptait 653 hommes pour 734 femmes, soit un taux de 52,92 % de femmes, légèrement supérieur au taux départemental (52,03 %).
Les pyramides des âges de la commune et du département s'établissent comme suit :
| Hommes | Classe d’âge | Femmes |
| ------ | ------------ | ------ |
| 1,1    | 90 ou +      | 4,5    |
| 12,8   | 75-89 ans    | 14,7   |
| 25,3   | 60-74 ans    | 25,1   |
| 22,0   | 45-59 ans    | 20,4   |
| 11,9   | 30-44 ans    | 12,5   |
| 13,0   | 15-29 ans    | 9,9    |
| 14,0   | 0-14 ans     | 12,8   |

| Hommes | Classe d’âge | Femmes |
| ------ | ------------ | ------ |
| 1,2    | 90 ou +      | 3      |
| 10     | 75-89 ans    | 13,4   |
| 21,3   | 60-74 ans    | 22     |
| 20,6   | 45-59 ans    | 19,6   |
| 15,7   | 30-44 ans    | 15     |
| 15,6   | 15-29 ans    | 12,9   |
| 15,7   | 0-14 ans     | 14     |

### Manifestations culturelles et festivités
Un marché hebdomadaire se tient tous les lundis matin, place aux Foires. Sur cette même place se tient tous les premiers lundis du mois une foire.

### Sports et loisirs

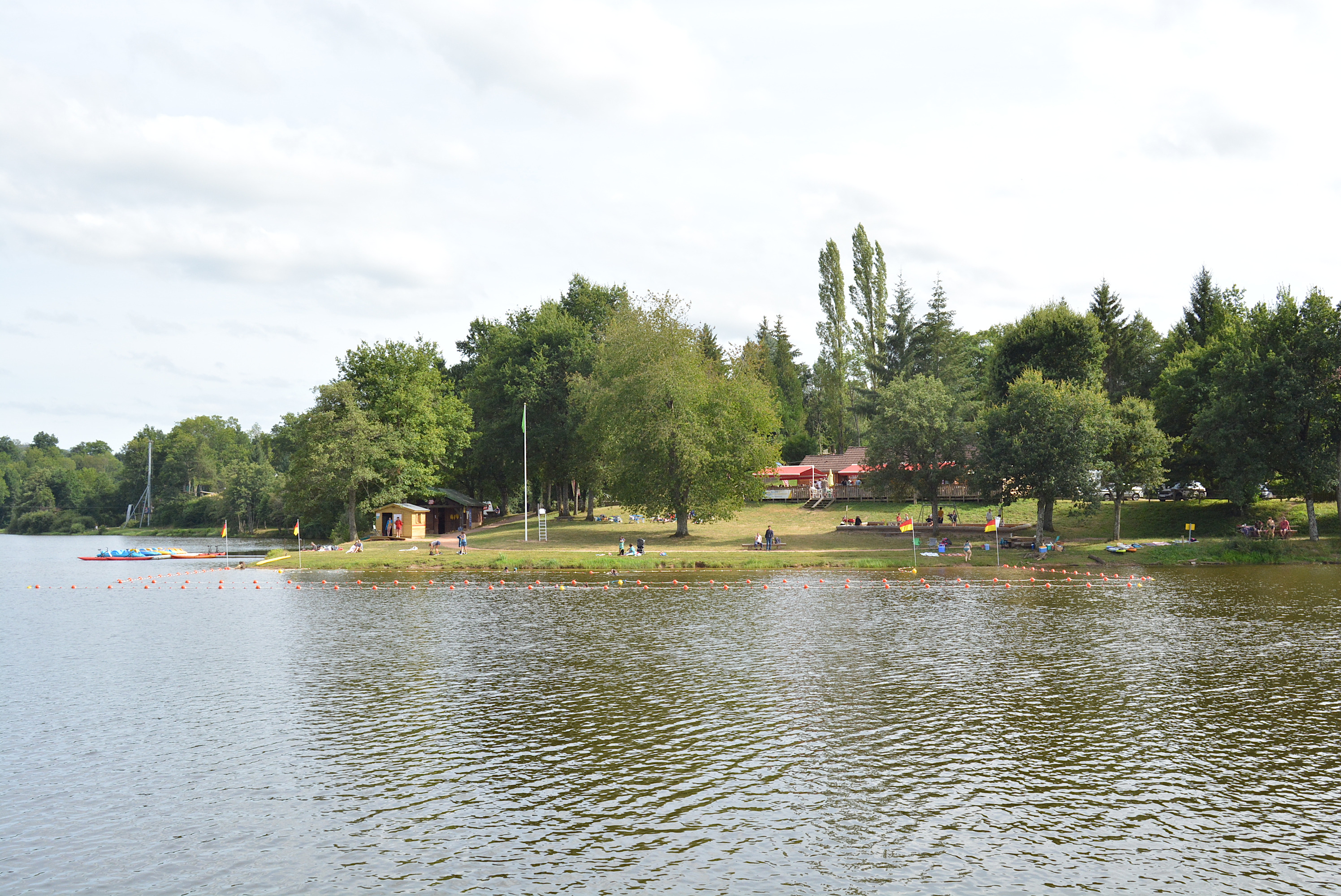
Base de loisirs du plan d'eau de Saint-Clément.

- Plan d'eau de Saint-Clément, à cheval entre les communes du Mayet-de-Montagne, de Saint-Clément et de Châtel-Montagne : base de loisirs aménagée pour la pratique des sports nautiques (canoë-kayak, paddle, water-bike) et de la tyrolienne. D'une superficie de 27 hectares, il est classé « grand lac intérieur de montagne » ; la pêche (truite fario, brochet, carpe de nuit) y est autorisée toute l'année[35]. Un parcours ludo-éducatif de 1,5 km aborde les thématiques de la faune, de la flore et du développement durable[36]. Le tour du plan d'eau, de 5 km de long, a été aménagé en juillet 2021[37]. La baignade est possible depuis 2023 sur une partie du lac (en juillet et août avec surveillance)[MM 4].
- La commune dispose aussi d'un gymnase, d'une salle de judo, de terrains de pétanque, de mini-golf, de ping-pong, de football et de courts de tennis. Un centre équestre est également présent dans la commune.[réf. nécessaire]
- La piscine, située au sud de la commune près du lac des Moines, est gérée par Vichy Communauté. Ouverte uniquement en période estivale, elle comprend un bassin extérieur de 25 × 10 m avec pataugeoire[38].
- Dans le cadre des Jeux olympiques d'été de 2024, la flamme olympique est passée par six communes du département de l'Allier le 21 juin 2024, notamment au Mayet-de-Montagne[39]. La municipalité souhaite mettre en valeur le patrimoine de la Montagne bourbonnaise[40], avec une démonstration de traditions issues des Grands Jeux de la Montagne bourbonnaise[39].

## Économie

### Revenus de la population et fiscalité
En 2011, le revenu fiscal médian par ménage s'élevait à 20 436 €, ce qui plaçait Le Mayet-de-Montagne au 30 643e rang des communes de plus de 49 ménages en métropole.
En 2011, sur les 865 foyers fiscaux, 61,5 % n'étaient pas imposables.

### Emploi
En 2011, la population âgée de 15 à 64 ans s'élevait à 908 personnes, parmi lesquelles on comptait 64,8 % d'actifs dont 59,1 % ayant un emploi et 5,6 % de chômeurs.
On comptait 698 emplois dans la zone d'emploi. Le nombre d'actifs ayant un emploi résidant dans la zone étant de 541, l'indicateur de concentration d'emploi est de 129,1 %, ce qui signifie que la commune offre plus d'un emploi par habitant actif.
415 des 541 personnes âgées de 15 ans ou plus (soit 76,7 %) sont des salariés. La majorité des actifs (62,3 %) travaillent dans la commune de résidence.

### Entreprises
Au 1er janvier 2013, Le Mayet-de-Montagne comptait 114 entreprises : 9 dans l'industrie, 27 dans la construction, 60 dans le commerce, les transports et les services divers et 18 dans le secteur administratif.
En outre, elle comptait 131 établissements.
Au 31 décembre 2012, elle comptait 229 établissements actifs (358 postes salariés), dont la répartition est la suivante :
| Secteur d'activité    | Agriculture | Industrie | Construction | Commerce, transports, services divers | Administration publique, enseignement, santé, action sociale |
| --------------------- | ----------- | --------- | ------------ | ------------------------------------- | ------------------------------------------------------------ |
| Établissements actifs | 19,2 %      | 5,2 %     | 13,1 %       | 47,2 %                                | 15,3 %                                                       |
| Postes salariés       | 0,8 %       | 6,7 %     | 15,1 %       | 47,2 %                                | 30,2 %                                                       |

- Les Granits du Bourbonnais[42], entreprise fondée en 1987, dont l'activité était d'abord concentrée sur le funéraire. Elle s'est plus récemment diversifiée vers la décoration intérieure et extérieure, en pierre naturelle ou en céramique. Comme il n’y a plus de carrière de granit en Montagne bourbonnaise, leur matériau principal vient du Tarn, mais aussi de l'étranger (Inde, Brésil, Afrique, granit noir du Zimbabwe).

### Commerce
Le Mayet-de-Montagne dispose des principaux types de commerces, alimentaires ou non, ainsi que d'un supermarché. De nombreux artisans du bâtiment et des garagistes sont installés sur la commune. Les principales professions de santé sont présentes, ainsi que les services financiers (agences bancaires, cabinets d’assurances). La commune dispose aussi d'un foyer logement pour personnes âgées.

## Culture et patrimoine

### Lieux et monuments
- L'église Saint-Jean-Baptiste ;

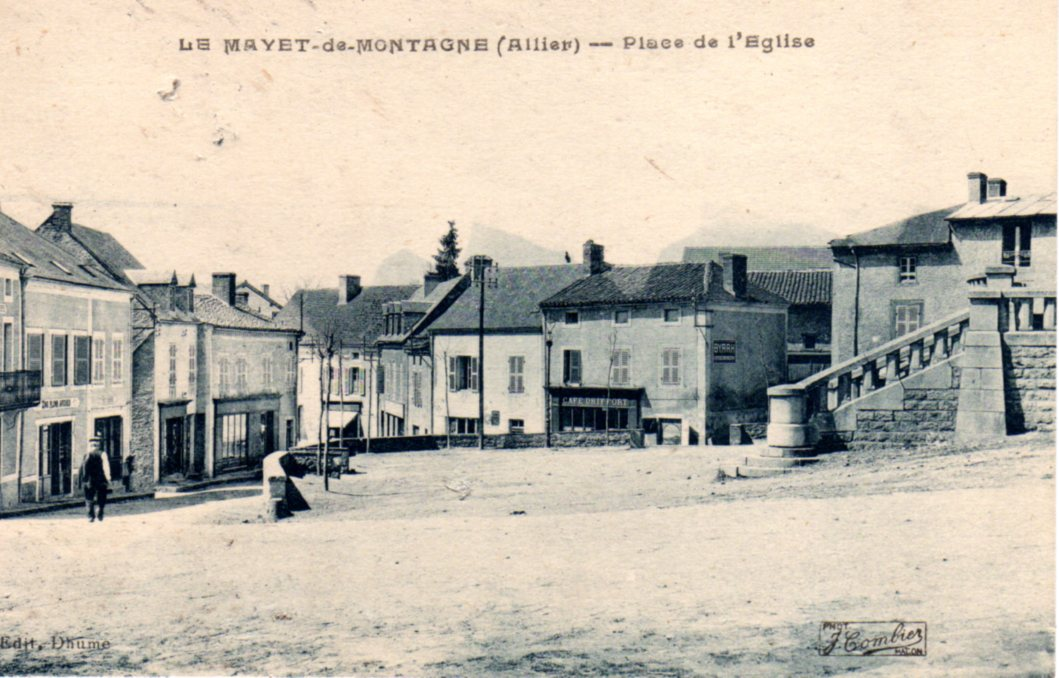
Place de l'église vers 1940.

- Chapelle Saint-François du Mayet-de-Montagne ;
- Le lac des Moines et sa zone de loisirs. Une zone de loisir a été construite au fur et à mesure des années vers le lac des Moines, où se trouve aussi le camping municipal.

Le Mayet-de-Montagne se trouve au centre de la Montagne bourbonnaise et permet un accès à une large sélection d'activités et de lieux.

### Personnalités liées à la commune
- Léon Cote, né en 1888 au Mayet-de-Montagne (au village de Buron), chanoine, auteur d'une thèse sur Achille Allier et d'ouvrages sur Souvigny, Glozel, ainsi que de En montagne bourbonnaise, au bon vieux temps (1958).
- Paul Benoit, né en 1949, percepteur du 1er avril 1980 au 30 juin 1982, qui sera très investi dans la recherche médicale sur les maladies de la vue, par ses fonctions de secrétaire général, puis vice-président de l'Association française Retinitis Pigmentosa, de 1985 à 1996, ainsi que celle de premier vice-président français de l'International Retinitis Pigmentosa Association, dont le siège international était à Baltimore (USA), de 1988 à 1994.
- Francisque Driffort, né le 10 octobre 1905 au Mayet-de-Montagne. Son père Claude et sa mère Marie née Moutet sont aubergistes et tiennent le Café Driffort, place de l'Église. Militant actif de la Section Française de l'Internationale Ouvrière (S.F.I.O.), il est commis principal du Trésor à Vichy dès 1930. Militant du Parti socialiste S.F.I.O. clandestin pendant la Seconde Guerre mondiale, il est résistant au mouvement "Libération-Sud". Il est arrêté le 28 février 1944 à 16h30 sur son lieu de travail par deux policiers allemands. Francisque Driffort est interné à la Mal-Coiffée, prison militaire allemande à Moulins, avant d'être transféré à Compiègne. Le 6 avril 1944, il est déporté de Compiègne à Mauthausen (Autriche) où il arrive le 8 dans le convoi no I.199. Il reçoit le matricule no 62292 et, après la quarantaine, il est transféré au Kommando de Melk, puis à celui d'Ebensee. Il décède d'épuisement aux travaux forcés le 23 avril 1945 à Ebensee (Autriche) selon l'état civil du Mayet-de-Montagne et le JO no 71 du 24 mars 1989, mort pour la France. Selon le Service historique de la Défense (GR 16 P 192514), il est homologué en tant que résistant au titre de la R.I.F. (Résistance intérieure française). « Mort en déportation » suivant l'arrêté du Secrétariat d'État aux Anciens Combattants en date du 13 février 1989 paru au Journal officiel no 71 du 24 mars 1989[44]. Une rue de Bellerive-sur-Allier porte son nom à la suite de la délibération du Conseil municipal de Bellerive-sur-Allier en date du 20 décembre 1958. La rue principale du Mayet-de-Montagne porte également son nom. Une plaque en sa mémoire est apposée sur la façade de sa maison natale située au 2, place de l'église.

### Héraldique
|  | Le blasonnement est : D'or mantelé d'azur aux trois maillets de l'un en l'autre. |